# Getto żydowskie

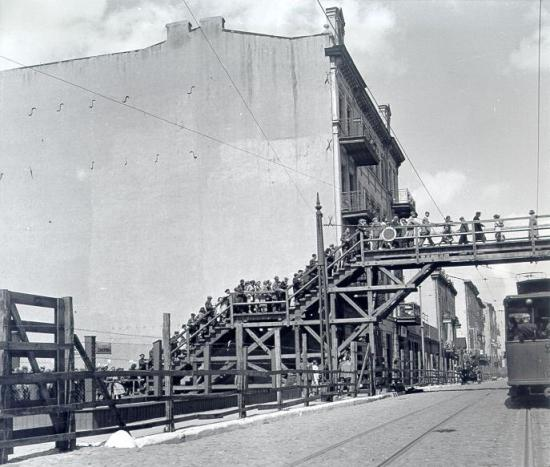
Kładka nad ulicą w Ghetto Litzmannstadt w Łodzi, 1940

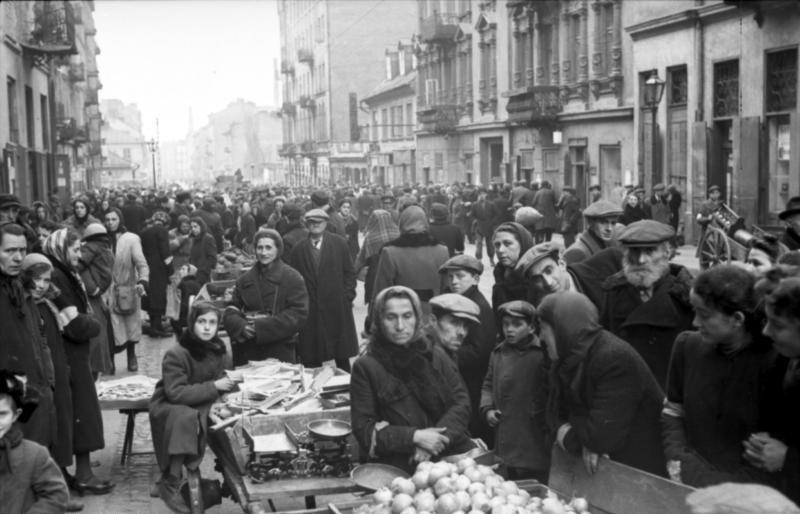
Mieszkańcy getta warszawskiego, maj 1941

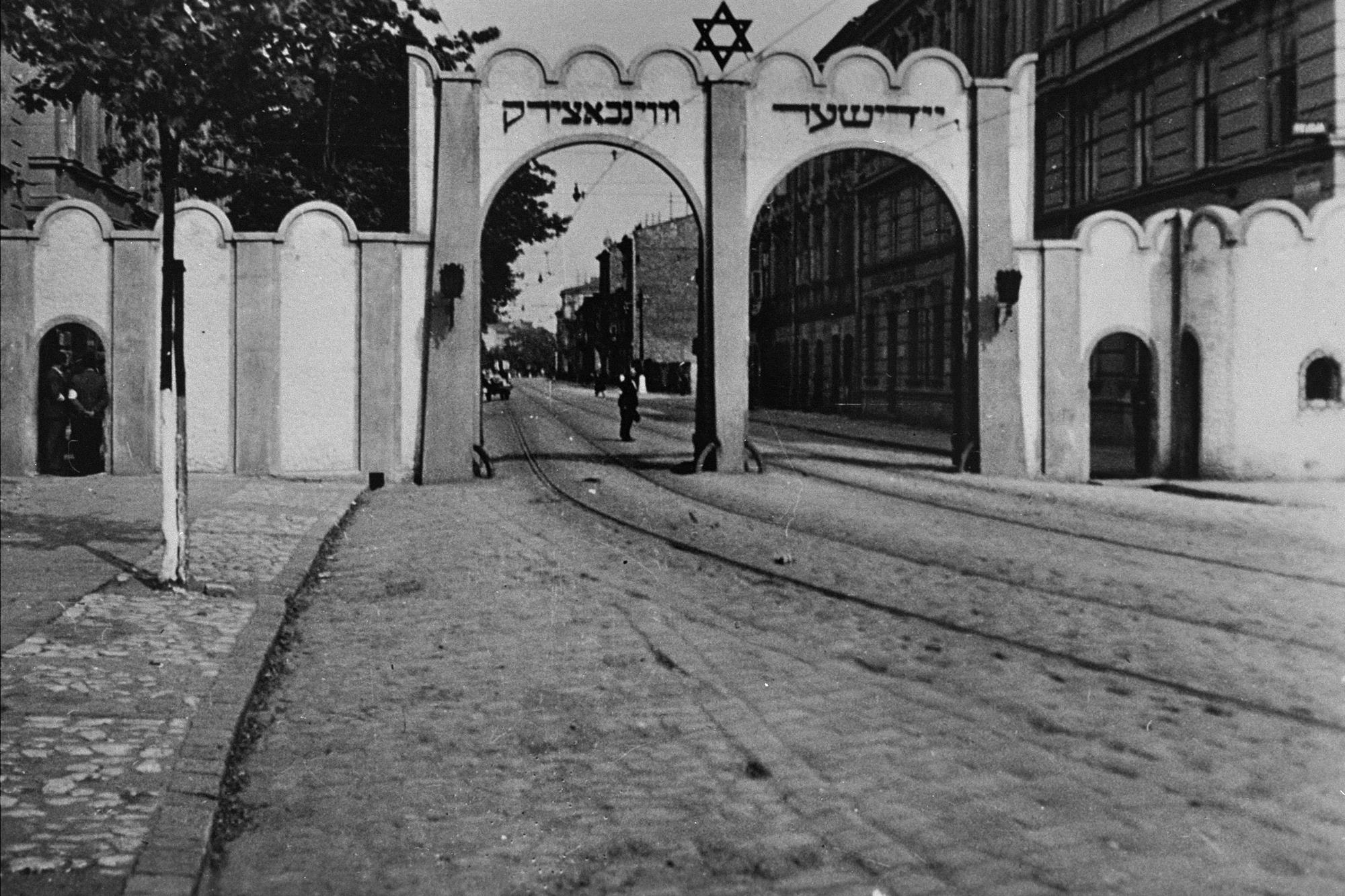
Brama getta w Krakowie, 1941

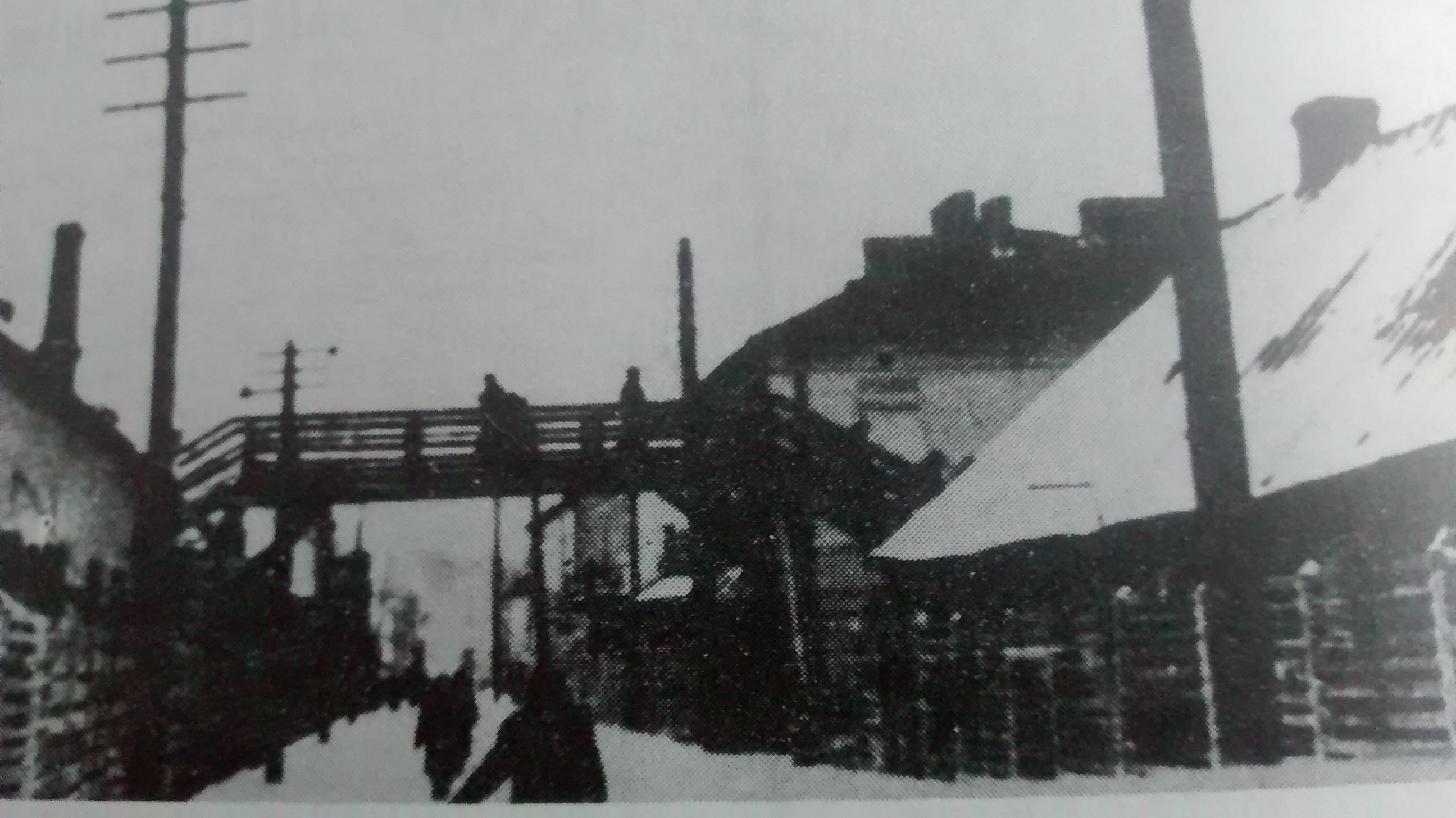
Most łączący getto nad ul. Batorego w Skierniewicach

Getto żydowskie – zamknięta dzielnica żydowska. W wielu europejskich miastach getta pozostawały dla Żydów przymusowym miejscem osiedlania od średniowiecza do XIX wieku.
W państwach okupowanych przez III Rzeszę w czasie II wojny światowej władze okupacyjne tworzyły zamknięte i strzeżone getta, w których przymusowo osiedlano ludność żydowską z danego terenu. Getta te były zazwyczaj otoczone murem strzeżonym od zewnątrz i całkowicie zależne od dostaw żywności oraz energii. Utworzenie gett było pierwszym etapem zaplanowanej i przeprowadzonej przez Niemców Zagłady Żydów.

## Przed II wojną światową

### Średniowiecze
W średniowieczu IV Sobór Laterański, zwołany przez papieża Innocentego III w 1215 roku nakazywał separację Żydów od chrześcijan. Żydzi mieli nosić strój, który odróżniał ich od chrześcijan. Celem takiej regulacji było ograniczenie kontaktów seksualnych między chrześcijankami a żydami.

### Getta we Włoszech
Pierwszym nowożytnym miastem europejskim, w którym stworzono getto była Wenecja. W 1509 roku duża liczba Żydów dotarła do miasta jako uchodźcy wojenni. Władze miasta widziały korzyść w ich obecności w mieście, ale z drugiej strony uważały, że ich obecność może przynieść „gniew boży“, dlatego w 1516 roku na wyspie Ghetto Nuovo utworzono wydzielony obszar, gdzie mieli zamieszkiwać Żydzi.  
W 1555 roku papież Paweł IV utworzył getto w Rzymie. 
Getta żydowskie zakładano na rozkaz papieży w II połowie XVI wieku w większości miast włoskich, gdzie zamieszkiwała społeczność żydowska. Getta były otoczone murami, ich bramy zamykano na noc. Żydzi nie mogli prowadzić przedsiębiorstw poza gettem, mieli zakaz pracy w szeregu zawodów, nie mogli również pobierać edukacji w szkołach wyższych. Zakazane było zatrudnianie służących katolików przez Żydów. Zarówno w getcie jak i poza nim Żydzi byli zobowiązani do noszenia żółtych odznak. Powstanie gett ograniczyło przemoc wobec Żydów, spadła liczba oskarżeń o mordy rytualne. W niektórych gettach powstawały synagogi; mieszkając poza gettem Żydzi nie mogli wznosić synagog i musieli obchodzić obrzędy religijne w prywatnych domach. Życie społeczne w obrębie odseparowanego getta, w którym, jak w miastach włoskich, zetknęli się ze sobą Żydzi Sefardyjscy i Żydzi aszkenazyjscy, wykształciło odrębną i bogatą kulturę żydowską, np. w Wenecji działała kierowana przez rabina Leona Modenę sławna akademia muzyczna L’Accademia degl’Impediti.
Od 1775 roku Żyd, który chciałby spędzić nawet jedną noc poza gettem musiał składać specjalny wniosek o pozwolenie. W okresie, gdy przebywał poza gettem nie miał prawa mieszkać w tym samym domu, co chrześcijanin. Jedynym sposobem na ucieczkę z getta była zmiana wyznania.

## II wojna światowa

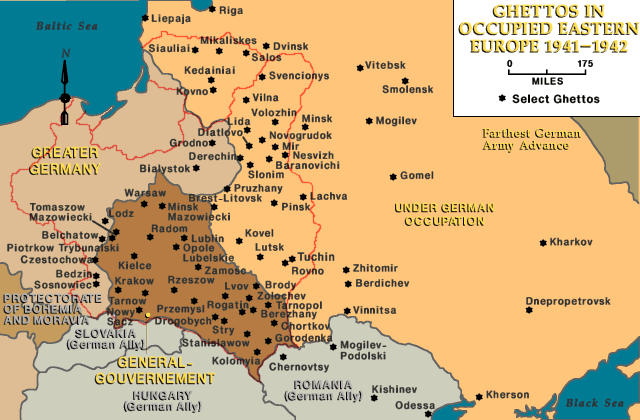
Getta żydowskie w okupowanej Europie Wschodniej w latach 1941–1942

W czasie II wojny światowej w miastach niektórych państw okupowanych przez III Rzeszę tworzono odrębne dzielnice żydowskie. Obszary te nazywano w oficjalnych komunikatach nazistowskich gettami żydowskimi lub eufemistycznie żydowskimi dzielnicami mieszkaniowymi (niem. jüdische Wohnbezirke). Getta te były wydzielonymi i najczęściej zamkniętymi obszarami, osoby zamknięte w gettach nie miały możliwości wychodzenia poza nie, lub musiały uzyskać w tym celu specjalne pozwolenie. Z powodu zamknięcia dużej liczby osób na stosunkowo małej przestrzeni i niewielkich racji żywnościowych które im przysługiwały, utworzenie gett faktycznie służyło eksterminacji ludności żydowskiej. Ostatecznie w 1943 r. naziści wywieźli osoby uwięzione w gettach do obozów zagłady i tam zamordowali.
Getta tworzone były na terenie Ukrainy, Białorusi, Czech, Węgier. Najczęściej jednak na terenach, które przed wojną należały do Polski. Getta utworzono m.in. w Białymstoku, Częstochowie, Kielcach, Krakowie, Lublinie, Łodzi, Radomiu, Warszawie. Porządku w gettach strzegła kolaborująca z nazistami Policja Żydowska, tzw. ODmani.
Pierwszym gettem na terenie okupowanej Polski było utworzone 8 października 1939 roku getto w Piotrkowie Trybunalskim.
Mieszkańcy gett z reguły cierpieli z powodu głodu i chorób, choć – wbrew przeciwnościom – próbowano też żyć w nich po dawnemu, a nawet – ponad stan. Próby ucieczek oraz pomocy z zewnątrz karane były śmiercią. Podczas likwidacji getta mieszkańcy byli przenoszeni do większych gett na terenie innych miast, a ostatecznie trafiali do obozów zagłady, gdzie byli zabijani. Żydom, którym udało się uciec, pomoc niosła polska organizacja Żegota – zajmowała się ukrywaniem zbiegów, podrabianiem dla nich dokumentów itp.

### Getta w okupowanej Polsce (lista niepełna)
- Andrychów
- Bełchatów
- Będzin
- Biała Podlaska
- Białystok
- Bielsk Podlaski
- Błonie
- Chełm
- Chrzanów
- Częstochowa
- Falenica
- Grójec
- Kielce
- Kluczbork
- Kolbuszowa
- Kosów Lacki
- Kraków
- Kutno
- Lublin
- Lwów
- Łęczyca
- Łódź
- Międzyrzec Podlaski
- Mława
- Myszków
- Nowiny Brdowskie
- Olkusz
- Otwock
- Piaseczno
- Piotrków Trybunalski
- Poznań
- Pruszków
- Radom
- Radomsko
- Rzeszów
- Sieradz
- Skarżysko-Kamienna
- Skierniewice
- Sławków
- Sosnowiec
- Strzegowo
- Tarnów
- Tomaszów Mazowiecki
- Turek
- Warszawa
- Wasilków
- Wilno
- Włocławek
- Zawiercie
- Zduńska Wola
- Zwoleń
- Żarki

## Inne informacje
Motyw getta został przedstawiony w grze komputerowej My Memory of Us.